# Miss You (今井美樹の曲)
「Miss You」（ミス・ユー）は、今井美樹の10枚目のシングル。1994年7月18日に発売された。発売元はフォーライフ・レコード（現・フォーライフミュージックエンタテイメント）。

## 背景
表題曲「Miss You」は、日本テレビ系ドラマ『禁断の果実』の主題歌として使用された。作詞を手掛けた岩里祐穂によると、この曲は曲先で書かれたもので、ドラマのタイアップが既に決まっており、当初は今井自身が詞を書く予定になっていたという。″I miss you″ のフレーズだけが決まっている状況だったが、後述の事情によって岩里が書く運びとなり、そこから″I miss you″を活かす形で作詞を引き継いだ。初めは1番と2番の歌詞が逆だったが、ある制作スタッフが「ひっくり返したほうがいい」と発案したため、岩里は「どうしよ〜」と思いながら詞の構成をやり直したという。
今井は当初、とにかく難しい曲という印象を持っており、布袋の曲の特徴を自分の中で把握しきれず、どうやって受け入れたらいいのかとても悩んだという。その思いを岩里に託して、歌詞が付き、レコーディングを進めて行くうちにどんどん心と体に沁み込んでいった思い出深い楽曲と語っている。
ちなみに、ほぼ同時期に上田知華がシングルで発表した「Miss You」（作詞・作曲は上田自身）とは全く別の曲である。

## チャート成績
2作目のオリコンシングルチャート1位を獲得。今井のシングルの中で3番目に売上が高い。

## 収録曲
1. Miss You (5:54)
作詞：岩里祐穂 / 作曲・編曲：布袋寅泰
2. 輝く街で (4:00)
作詞：今井美樹 / 作曲：上田知華 / 編曲：小森茂生
3. Miss You（Instrumental）(5:54)

## カバー
- 美吉田月 - アルバム『LOVE GIFT〜pure flavor extra〜』収録。(2008年)
- JUJU - カバーアルバム『Request II』収録。(2014年)

## 参考資料
- 今井美樹『Miki's Affections アンソロジー 1986-2011』（ライナーノーツ）EMIミュージック・ジャパン、2011年3月9日。TOCT-27051・52。